# Panivalkova
Panivalkova — український жіночий інді-поп гурт, створений у 2013 році в Києві. 19 березня 2019 року учасниці оголосили про закриття гурту.

## Етапи творчого шляху
Самі учасниці характеризують свій стиль як «чуттєвий мінімалізм».
Гурт утворився в березні 2013 року, через рік тріо виступило в арт-клубі «44» в рамках ініціативи New Generation.
Згодом у 2014 році вийшов їх дебютний EP «Панівалькова», а 8 березня 2015 року відбулась презентація першого кліпу на пісню «Крейзі Нікіта». Тріо виступало на різноманітних фестивалях, зокрема Захід (2015 і 2016 роки), Файне місто (2015 року), ГОГОЛЬFEST, SVOЇ, Z-Games, Арт-пікнік Слави Фролової, Одеському міжнародному кінофестивалі, Koktebel Jazz Festival, брало участь в зйомках телешоу «Що? Де? Коли?». Композиція «Crazy Nikita» звучить у рекламі «Нової пошти».
У 2017 році з піснею «Докучаю» гурт брав участь у другому півфіналі національного відбору до пісенного конкурсу «Євробачення», у якому посів четверте місце.[джерело?]
З 2017 року починає співпрацю з українським брендом одягу MAKI.[джерело?]
19 березня 2019 року, учасники команди виклали у соціальні мережі відео з інформацією про те, що з 1 січня 2019 проект закрився.

## Склад гурту
- Ірина Кульшенко — клавіші, вокал, гармонь, кастаньєти
- Даша Пугачова — барабани, перкусія, вокал
- Іра Лузіна — клавіші, вокал, укулеле, перкусія

## Дискографія

### Альбоми
- 2014 — «Панівалькова» (міні-альбом)
- 2016 — «Донтворі» (студійний)

### Сингли
- 2013 — «На Йолку!»

- 2014 — «Yesterday» (Love'n'Joy cover)

- 2017 — «Докучаю»

- 2017 — «Космополітік»

- 2018 — «Суперхіт» (feat. Morphom)

### Музичні відео
- 2015 — «Крейзі Нікіта»

- 2016 — «Let me»

- 2017 — «Космополітік»

- 2018 — «Суперхіт» (feat. Morphom)